# アリシア・ロードス
アリシア・ロードス（Alicia Rhodes、1978年9月8日 - ）は、イギリスのポルノ女優。マンチェスター出身。